# Erythroplakia
Az erythroplakia (görögül erythrós „vörös”) egy vörös folt vagy lézió (más néven erythroplasia), amely nem sorolható egyéb patológiai kórfolyamatok közé, ezért a diagnózis felállítása előtt ki kell zárni más vörös lézióval járó kórfolyamatot. Rákos elfajulása gyakoribb a leukoplakiánál, gyakran súlyos dysplasia vagy laphámrák alakulhat ki. 

## Előfordulása
Előfordulása leginkább a szájüreg nyálkahártyáján, de ugyanúgy jelentkezhet a vulván és férfiaknál a glans penis-en.

## Etiológiája
A dysplasia a legelső jele egy daganatmegelőző (precancerosus) állapotnak, amely lehet mérsékelt vagy súlyos. Súlyosabb hámdysplasiánál in situ carcinomáról beszélünk. Az erythroplakia kóroki tényezői közé sorolhatjuk a dohányzást, az alkoholfogyasztást és egyéb irritációt okozó tevékenységet.

## Következmények
Az esetek 50%-ában invazív laphámrákot, 40%-ában súlyos dysplasiát és 10%-ában mérsékelt hámdysplasiát észlelünk, tehát az erythroplakia malignitási tényezője jóval magasabb a leukoplakia rákos elfajulásánál.

## Kezelés
Mivel az erythroplakia rákos elfajulása igen magas, ezért szükségessé válik a sebészi kimetszése. Továbbá érdemes elvégezni egy szövettani vizsgálatot, amely segítségével megállapítható a dysplasia súlyossága. A beteg rendszeres visszahívása és alapos gondozása szükséges, továbbá felkérjük a beteget rossz szokásainak (amelyek okozhatják a léziót) elhagyására.

## Lásd még
- Leukoplakia, egy fehér lézió a szájüreg nyálkahártyáján